# Amstel Gold Race 2022
Amstel Gold Race 2022 var den 56. udgave af den hollandske klassiker Amstel Gold Race. Cykelløbet blev kørt den 10. april 2022 med start i Maastricht og mål i Valkenburg. Løbet var det fjortende arrangement på UCI World Tour 2022, der byttede plads med Paris-Roubaix på grund af det franske præsidentvalg. Løbet blev vundet af polske Michał Kwiatkowski fra Ineos Grenadiers for anden gang i karrieren.

## Resultat
| \| Samlede stilling \| Samlede stilling \| Samlede stilling \| Samlede stilling \| Samlede stilling \| \| Rytter \| Rytter \| Hold \| Tid \| \| \| ---------------- \| -------------------- \| ---------------------- \| ---------------- \| ---------------- \| \| 1. \| Michał Kwiatkowski \| Ineos Grenadiers \| 6t 01' 19" \| \| \| 2. \| Benoît Cosnefroy \| AG2R Citroën Team \| + 0" \| \| \| 3. \| Tiesj Benoot \| Jumbo-Visma \| + 10" \| \| \| 4. \| Mathieu van der Poel \| Alpecin-Fenix \| + 20" \| \| \| 5. \| Alexander Kamp \| Trek-Segafredo \| + 20" \| \| \| 6. \| Kasper Asgreen \| Quick-Step Alpha Vinyl \| + 20" \| \| \| 7. \| Michael Matthews \| BikeExchange-Jayco \| + 20" \| \| \| 8. \| Stefan Küng \| Groupama-FDJ \| + 20" \| \| \| 9. \| Marc Hirschi \| UAE Team Emirates \| + 20" \| \| \| 10. \| Dylan Teuns \| Bahrain Victorious \| + 20" \| \| \| 11. \| Tom Pidcock \| Ineos Grenadiers \| + 20" \| \| \| 12. \| Jan Tratnik \| Bahrain Victorious \| + 29" \| \| \| 13. \| Matej Mohorič \| Bahrain Victorious \| + 1' 42" \| \| \| 14. \| Valentin Madouas \| Groupama-FDJ \| + 1' 43" \| \| \| 15. \| Michael Valgren \| EF Education-EasyPost \| + 1' 43" \| \| \| 16. \| Jakob Fuglsang \| Israel-Premier Tech \| + 1' 43" \| \| \| 17. \| Matteo Trentin \| UAE Team Emirates \| + 1' 50" \| \| \| 18. \| Quentin Pacher \| Groupama-FDJ \| + 1' 50" \| \| \| 19. \| Alex Aranburu \| Movistar Team \| + 1' 50" \| \| \| 20. \| Tim Wellens \| Lotto-Soudal \| + 1' 50" \| \| |                      |                        |            |
| |                      |                        |            |
| Kilde: ProCyclingStats |                      |                        |            |
| Samlede stilling |                      |                        |            |
| Rytter | Rytter               | Hold                   | Tid        |
| 1. | Michał Kwiatkowski   | Ineos Grenadiers       | 6t 01' 19" |
| 2. | Benoît Cosnefroy     | AG2R Citroën Team      | + 0"       |
| 3. | Tiesj Benoot         | Jumbo-Visma            | + 10"      |
| 4. | Mathieu van der Poel | Alpecin-Fenix          | + 20"      |
| 5. | Alexander Kamp       | Trek-Segafredo         | + 20"      |
| 6. | Kasper Asgreen       | Quick-Step Alpha Vinyl | + 20"      |
| 7. | Michael Matthews     | BikeExchange-Jayco     | + 20"      |
| 8. | Stefan Küng          | Groupama-FDJ           | + 20"      |
| 9. | Marc Hirschi         | UAE Team Emirates      | + 20"      |
| 10. | Dylan Teuns          | Bahrain Victorious     | + 20"      |
| 11. | Tom Pidcock          | Ineos Grenadiers       | + 20"      |
| 12. | Jan Tratnik          | Bahrain Victorious     | + 29"      |
| 13. | Matej Mohorič        | Bahrain Victorious     | + 1' 42"   |
| 14. | Valentin Madouas     | Groupama-FDJ           | + 1' 43"   |
| 15. | Michael Valgren      | EF Education-EasyPost  | + 1' 43"   |
| 16. | Jakob Fuglsang       | Israel-Premier Tech    | + 1' 43"   |
| 17. | Matteo Trentin       | UAE Team Emirates      | + 1' 50"   |
| 18. | Quentin Pacher       | Groupama-FDJ           | + 1' 50"   |
| 19. | Alex Aranburu        | Movistar Team          | + 1' 50"   |
| 20. | Tim Wellens          | Lotto-Soudal           | + 1' 50"   |

## Hold og ryttere
| UCI WorldTeams (18)- AG2R Citroën Team - Astana Qazaqstan Team - Bahrain Victorious - Bora-Hansgrohe - Cofidis - EF Education-EasyPost - Groupama-FDJ - Ineos Grenadiers - Intermarché-Wanty-Gobert Matériaux - Israel-Premier Tech - Jumbo-Visma - Lotto-Soudal - Movistar Team - Quick-Step Alpha Vinyl - BikeExchange-Jayco - Team DSM - Trek-Segafredo - UAE Team Emirates UCI ProTeams (7)- Alpecin-Fenix - Arkéa-Samsic - B&B Hotels-KTM - Bardiani-CSF-Faizanè - Bingoal Pauwels Sauces WB - TotalEnergies - Sport Vlaanderen-Baloise |
| |

### Danske ryttere
| Danske ryttere på startlisten |                      |                        |           |
| Rygnummer                     | Rytter               | Hold                   | Placering |
| 11                            | Kasper Asgreen       | Quick-Step Alpha Vinyl | 6         |
| 45                            | Andreas Kron         | Lotto-Soudal           | 79        |
| 53                            | Alexander Kamp       | Trek-Segafredo         | 5         |
| 62                            | Michael Valgren      | EF Education-EasyPost  | 15        |
| 94                            | Søren Kragh Andersen | Team DSM               | 29        |
| 96                            | Casper Pedersen      | Team DSM               | DNF       |
| 171                           | Jakob Fuglsang       | Israel-Premier Tech    | 16        |
| 175                           | Mads Würtz Schmidt   | Israel-Premier Tech    | DNF       |

* DNF = gennemførte ikke

### Startliste
| Jumbo-Visma TJV | Jumbo-Visma TJV            | Jumbo-Visma TJV |
| --------------- | -------------------------- | --------------- |
| Nr.             | Rytter                     | Placering       |
| 1               | Tom Dumoulin (NED)         | 30.             |
| 2               | Jos van Emden (NED)        | DNF             |
| 3               | Tiesj Benoot (BEL)         | 3.              |
| 4               | Christophe Laporte (FRA)   | 101.            |
| 5               | Mike Teunissen (NED)       | 44.             |
| 6               | Timo Roosen (NED)          | 63.             |
| 7               | Nathan Van Hooydonck (BEL) | 38.             |

| Quick-Step Alpha Vinyl QST | Quick-Step Alpha Vinyl QST | Quick-Step Alpha Vinyl QST |
| -------------------------- | -------------------------- | -------------------------- |
| Nr.                        | Rytter                     | Placering                  |
| 11                         | Kasper Asgreen (DEN)       | 6.                         |
| 12                         | Andrea Bagioli (ITA)       | DNF                        |
| 13                         | Davide Ballerini (ITA)     | 94.                        |
| 14                         | Stan Van Tricht (BEL)      | 53.                        |
| 15                         | Florian Sénéchal (FRA)     | 32.                        |
| 16                         | Zdeněk Štybar (CZE)        | 25.                        |
| 17                         | Jannik Steimle (GER)       | 43.                        |

| Ineos Grenadiers IGD | Ineos Grenadiers IGD     | Ineos Grenadiers IGD |
| -------------------- | ------------------------ | -------------------- |
| Nr.                  | Rytter                   | Placering            |
| 21                   | Tom Pidcock (GBR)        | 11.                  |
| 22                   | Michał Kwiatkowski (POL) | 1.                   |
| 23                   | Laurens De Plus (BEL)    | DNF                  |
| 24                   | Luke Rowe (GBR)          | 115.                 |
| 25                   | Magnus Sheffield (USA)   | DNF                  |
| 26                   | Ben Turner (GBR)         | 83.                  |
| 27                   | Dylan van Baarle (NED)   | 22.                  |

| Bora-Hansgrohe BOH | Bora-Hansgrohe BOH      | Bora-Hansgrohe BOH |
| ------------------ | ----------------------- | ------------------ |
| Nr.                | Rytter                  | Placering          |
| 31                 | Ide Schelling (NED)     | DNF                |
| 32                 | Cesare Benedetti (POL)  | 98.                |
| 33                 | Jonas Koch (GER)        | 48.                |
| 34                 | Patrick Gamper (AUT)    | DNF                |
| 35                 | Martin Laas (EST)       | DNF                |
| 36                 | Giovanni Aleotti (ITA)  | 86.                |
| 37                 | Cian Uijtdebroeks (BEL) | 74.                |

| Lotto-Soudal LTS | Lotto-Soudal LTS         | Lotto-Soudal LTS |
| ---------------- | ------------------------ | ---------------- |
| Nr.              | Rytter                   | Placering        |
| 41               | Philippe Gilbert (BEL)   | 56.              |
| 42               | Victor Campenaerts (BEL) | DNF              |
| 43               | Matthew Holmes (GBR)     | DNF              |
| 44               | Sébastien Grignard (BEL) | DNF              |
| 45               | Andreas Kron (DEN)       | 79.              |
| 46               | Maxim Van Gils (BEL)     | 23.              |
| 47               | Tim Wellens (BEL)        | 20.              |

| Trek-Segafredo TFS | Trek-Segafredo TFS            | Trek-Segafredo TFS |
| ------------------ | ----------------------------- | ------------------ |
| Nr.                | Rytter                        | Placering          |
| 51                 | Filippo Baroncini (ITA)       | 91.                |
| 52                 | Daan Hoole (NED)              | DNF                |
| 53                 | Alexander Kamp (DEN)          | 5.                 |
| 54                 | Emīls Liepiņš (LAT)           | 92.                |
| 55                 | Edward Theuns (BEL)           | 47.                |
| 56                 | Toms Skujiņš (LAT) (landevej) | 28.                |
| 57                 | Otto Vergaerde (BEL)          | 85.                |

| EF Education-EasyPost EFE | EF Education-EasyPost EFE | EF Education-EasyPost EFE |
| ------------------------- | ------------------------- | ------------------------- |
| Nr.                       | Rytter                    | Placering                 |
| 61                        | Alberto Bettiol (ITA)     | DNF                       |
| 62                        | Michael Valgren (DEN)     | 15.                       |
| 63                        | Julius van den Berg (NED) | DNF                       |
| 64                        | Owain Doull (GBR)         | 87.                       |
| 65                        | Jens Keukeleire (BEL)     | DNF                       |
| 66                        | Sebastian Langeveld (NED) | 88.                       |
| 67                        | Marijn van den Berg (NED) | DNF                       |

| Bahrain Victorious TBV | Bahrain Victorious TBV | Bahrain Victorious TBV |
| ---------------------- | ---------------------- | ---------------------- |
| Nr.                    | Rytter                 | Placering              |
| 71                     | Jack Haig (AUS)        | 31.                    |
| 72                     | Filip Maciejuk (POL)   | DNF                    |
| 73                     | Matej Mohorič (SLO)    | 13.                    |
| 74                     | Jasha Sütterlin (GER)  | DNF                    |
| 75                     | Dylan Teuns (BEL)      | 10.                    |
| 76                     | Jan Tratnik (SLO)      | 12.                    |
| 77                     | Fred Wright (GBR)      | DNF                    |

| Cofidis COF | Cofidis COF              | Cofidis COF |
| ----------- | ------------------------ | ----------- |
| Nr.         | Rytter                   | Placering   |
| 81          | Piet Allegaert (BEL)     | 114.        |
| 82          | Sander Armée (BEL)       | 81.         |
| 83          | Bryan Coquard (FRA)      | 108.        |
| 84          | Alexandre Delettre (FRA) | 80.         |
| 85          | Benjamin Thomas (FRA)    | 49.         |
| 86          | Kenneth Vanbilsen (BEL)  | DNF         |
| 87          | Szymon Sajnok (POL)      | DNF         |

| Team DSM DSM | Team DSM DSM               | Team DSM DSM |
| ------------ | -------------------------- | ------------ |
| Nr.          | Rytter                     | Placering    |
| 91           | John Degenkolb (GER)       | DNF          |
| 92           | Nico Denz (GER)            | 111.         |
| 93           | Mark Donovan (GBR)         | DNF          |
| 94           | Søren Kragh Andersen (DEN) | 29.          |
| 95           | Marco Brenner (GER)        | 112.         |
| 96           | Casper Pedersen (DEN)      | DNF          |
| 97           | Joris Nieuwenhuis (NED)    | 50.          |

| Movistar Team MOV | Movistar Team MOV           | Movistar Team MOV |
| ----------------- | --------------------------- | ----------------- |
| Nr.               | Rytter                      | Placering         |
| 101               | Vinicius Rangel Costa (BRA) | 117.              |
| 102               | Johan Jacobs (SUI)          | 40.               |
| 103               | Max Kanter (GER)            | 46.               |
| 104               | Iñigo Elosegui (ESP)        | 61.               |
| 105               | Iván García Cortina (ESP)   | 57.               |
| 106               | Alex Aranburu (ESP)         | 19.               |
| 107               | Abner González (PUR)        | 66.               |

| Astana Qazaqstan Team AST | Astana Qazaqstan Team AST   | Astana Qazaqstan Team AST |
| ------------------------- | --------------------------- | ------------------------- |
| Nr.                       | Rytter                      | Placering                 |
| 111                       | Leonardo Basso (ITA)        | DNF                       |
| 112                       | Samuele Battistella (ITA)   | DNF                       |
| 113                       | Manuele Boaro (ITA)         | 100.                      |
| 115                       | Dmitrij Gruzdev (KAZ)       | DNF                       |
| 116                       | Aljaksandr Rabusjenka (BLR) | 54.                       |
| 117                       | Valerio Conti (ITA)         | DNF                       |

| Groupama-FDJ GFC | Groupama-FDJ GFC        | Groupama-FDJ GFC |
| ---------------- | ----------------------- | ---------------- |
| Nr.              | Rytter                  | Placering        |
| 121              | Stefan Küng (SUI)       | 8.               |
| 122              | Kevin Geniets (LUX)     | 42.              |
| 123              | Olivier Le Gac (FRA)    | 33.              |
| 124              | Fabian Lienhard (SUI)   | 72.              |
| 125              | Valentin Madouas (FRA)  | 14.              |
| 126              | Quentin Pacher (FRA)    | 18.              |
| 127              | Tobias Ludvigsson (SWE) | 103.             |

| Intermarché-Wanty-Gobert Matériaux IWG | Intermarché-Wanty-Gobert Matériaux IWG | Intermarché-Wanty-Gobert Matériaux IWG |
| -------------------------------------- | -------------------------------------- | -------------------------------------- |
| Nr.                                    | Rytter                                 | Placering                              |
| 131                                    | Jan Bakelants (BEL)                    | 36.                                    |
| 132                                    | Aimé De Gendt (BEL)                    | 70.                                    |
| 133                                    | Tom Devriendt (BEL)                    | 52.                                    |
| 134                                    | Andrea Pasqualon (ITA)                 | 27.                                    |
| 135                                    | Baptiste Planckaert (BEL)              | 105.                                   |
| 136                                    | Taco van der Hoorn (NED)               | 107.                                   |
| 137                                    | Kevin Van Melsen (BEL)                 | 95.                                    |

| AG2R Citroën Team ACT | AG2R Citroën Team ACT   | AG2R Citroën Team ACT |
| --------------------- | ----------------------- | --------------------- |
| Nr.                   | Rytter                  | Placering             |
| 141                   | Lilian Calmejane (FRA)  | 26.                   |
| 142                   | Mikaël Cherel (FRA)     | 67.                   |
| 143                   | Benoît Cosnefroy (FRA)  | 2.                    |
| 144                   | Stan Dewulf (BEL)       | 59.                   |
| 145                   | Dorian Godon (FRA)      | 34.                   |
| 146                   | Greg Van Avermaet (BEL) | 24.                   |
| 147                   | Larry Warbasse (USA)    | 62.                   |

| UAE Team Emirates UAD | UAE Team Emirates UAD   | UAE Team Emirates UAD |
| --------------------- | ----------------------- | --------------------- |
| Nr.                   | Rytter                  | Placering             |
| 151                   | Matteo Trentin (ITA)    | 17.                   |
| 152                   | Marc Hirschi (SUI)      | 9.                    |
| 153                   | Finn Fisher-Black (NZL) | DNF                   |
| 154                   | Alexys Brunel (FRA)     | DNF                   |
| 155                   | Ivo Oliveira (POR)      | DNF                   |
| 156                   | Juan Ayuso (ESP)        | DNF                   |
| 157                   | Sebastián Molano (COL)  | DNF                   |

| BikeExchange-Jayco BEX | BikeExchange-Jayco BEX | BikeExchange-Jayco BEX |
| ---------------------- | ---------------------- | ---------------------- |
| Nr.                    | Rytter                 | Placering              |
| 161                    | Michael Matthews (AUS) | 7.                     |
| 162                    | Luka Mezgec (SLO)      | DNF                    |
| 164                    | Jan Maas (NED)         | 39.                    |
| 165                    | Alexandre Balmer (SUI) | DNF                    |
| 166                    | Luke Durbridge (AUS)   | 78.                    |
| 167                    | Dion Smith (NZL)       | DNF                    |

| Israel-Premier Tech IPT | Israel-Premier Tech IPT             | Israel-Premier Tech IPT |
| ----------------------- | ----------------------------------- | ----------------------- |
| Nr.                     | Rytter                              | Placering               |
| 171                     | Jakob Fuglsang (DEN)                | 16.                     |
| 173                     | Daryl Impey (RSA)                   | 69.                     |
| 174                     | Krists Neilands (LAT)               | 68.                     |
| 175                     | Mads Würtz Schmidt (DEN) (landevej) | DNF                     |
| 176                     | Reto Hollenstein (SUI)              | DNF                     |

| Alpecin-Fenix AFC | Alpecin-Fenix AFC          | Alpecin-Fenix AFC |
| ----------------- | -------------------------- | ----------------- |
| Nr.               | Rytter                     | Placering         |
| 181               | Mathieu van der Poel (NED) | 4.                |
| 182               | Tobias Bayer (AUT)         | DNF               |
| 183               | Michael Gogl (AUT)         | DNF               |
| 184               | Stefano Oldani (ITA)       | 73.               |
| 185               | Gianni Vermeersch (BEL)    | 76.               |
| 186               | Kristian Sbaragli (ITA)    | 35.               |
| 187               | Dries De Bondt (BEL)       | DNF               |

| Arkéa-Samsic ARK | Arkéa-Samsic ARK      | Arkéa-Samsic ARK |
| ---------------- | --------------------- | ---------------- |
| Nr.              | Rytter                | Placering        |
| 191              | Warren Barguil (FRA)  | 21.              |
| 192              | Winner Anacona (COL)  | 71.              |
| 193              | Amaury Capiot (BEL)   | 116.             |
| 194              | Simon Guglielmi (FRA) | 89.              |
| 195              | Łukasz Owsian (POL)   | 75.              |
| 196              | Clément Russo (FRA)   | 102.             |
| 197              | Connor Swift (GBR)    | 84.              |

| TotalEnergies TEN | TotalEnergies TEN      | TotalEnergies TEN |
| ----------------- | ---------------------- | ----------------- |
| Nr.               | Rytter                 | Placering         |
| 201               | Niki Terpstra (NED)    | 90.               |
| 202               | Dries Van Gestel (BEL) | 58.               |
| 204               | Julien Simon (FRA)     | 82.               |
| 205               | Geoffrey Soupe (FRA)   | 97.               |
| 206               | Sandy Dujardin (FRA)   | 51.               |
| 207               | Anthony Turgis (FRA)   | DNF               |

| Sport Vlaanderen-Baloise SVB | Sport Vlaanderen-Baloise SVB | Sport Vlaanderen-Baloise SVB |
| ---------------------------- | ---------------------------- | ---------------------------- |
| Nr.                          | Rytter                       | Placering                    |
| 211                          | Ruben Apers (BEL)            | 113.                         |
| 212                          | Jenno Berckmoes (BEL)        | 60.                          |
| 213                          | Vito Braet (BEL)             | 106.                         |
| 214                          | Julian Mertens (BEL)         | DNF                          |
| 215                          | Aaron Van Poucke (BEL)       | 37.                          |
| 216                          | Kenneth Van Rooy (BEL)       | 45.                          |
| 217                          | Jens Reynders (BEL)          | 109.                         |

| Bingoal Pauwels Sauces WB BWB | Bingoal Pauwels Sauces WB BWB | Bingoal Pauwels Sauces WB BWB |
| ----------------------------- | ----------------------------- | ----------------------------- |
| Nr.                           | Rytter                        | Placering                     |
| 221                           | Arjen Livyns (BEL)            | 77.                           |
| 222                           | Johan Meens (BEL)             | 99.                           |
| 223                           | Kenny Molly (BEL)             | 55.                           |
| 224                           | Mathijs Paasschens (NED)      | 96.                           |
| 225                           | Dimitri Peyskens (BEL)        | DNF                           |
| 226                           | Rémy Mertz (BEL)              | 64.                           |
| 227                           | Milan Menten (BEL)            | DNF                           |

| B&B Hotels-KTM BBK | B&B Hotels-KTM BBK     | B&B Hotels-KTM BBK |
| ------------------ | ---------------------- | ------------------ |
| Nr.                | Rytter                 | Placering          |
| 231                | Franck Bonnamour (FRA) | 41.                |
| 232                | Victor Koretzky (FRA)  | DNF                |
| 233                | Alan Boileau (FRA)     | DNF                |
| 234                | Thibault Ferasse (FRA) | 65.                |
| 235                | Quentin Jauregui (FRA) | 104.               |
| 236                | Cyril Gautier (FRA)    | DNF                |
| 237                | Jonathan Hivert (FRA)  | DNF                |

| Bardiani CSF Faizanè BCF | Bardiani CSF Faizanè BCF | Bardiani CSF Faizanè BCF |
| ------------------------ | ------------------------ | ------------------------ |
| Nr.                      | Rytter                   | Placering                |
| 241                      | Enrico Battaglin (ITA)   | DNF                      |
| 242                      | Jonathan Cañaveral (COL) | DNF                      |
| 243                      | Filippo Fiorelli (ITA)   | 93.                      |
| 244                      | Davide Gabburo (ITA)     | DNF                      |
| 245                      | Luca Rastelli (ITA)      | DNF                      |
| 246                      | Alessandro Tonelli (ITA) | DNF                      |
| 247                      | Filippo Zana (ITA)       | DNF                      |

| Jumbo-Visma TJV | Jumbo-Visma TJV            | Jumbo-Visma TJV |
| --------------- | -------------------------- | --------------- |
| Nr.             | Rytter                     | Placering       |
| 1               | Tom Dumoulin (NED)         | 30.             |
| 2               | Jos van Emden (NED)        | DNF             |
| 3               | Tiesj Benoot (BEL)         | 3.              |
| 4               | Christophe Laporte (FRA)   | 101.            |
| 5               | Mike Teunissen (NED)       | 44.             |
| 6               | Timo Roosen (NED)          | 63.             |
| 7               | Nathan Van Hooydonck (BEL) | 38.             |

| Quick-Step Alpha Vinyl QST | Quick-Step Alpha Vinyl QST | Quick-Step Alpha Vinyl QST |
| -------------------------- | -------------------------- | -------------------------- |
| Nr.                        | Rytter                     | Placering                  |
| 11                         | Kasper Asgreen (DEN)       | 6.                         |
| 12                         | Andrea Bagioli (ITA)       | DNF                        |
| 13                         | Davide Ballerini (ITA)     | 94.                        |
| 14                         | Stan Van Tricht (BEL)      | 53.                        |
| 15                         | Florian Sénéchal (FRA)     | 32.                        |
| 16                         | Zdeněk Štybar (CZE)        | 25.                        |
| 17                         | Jannik Steimle (GER)       | 43.                        |

| Ineos Grenadiers IGD | Ineos Grenadiers IGD     | Ineos Grenadiers IGD |
| -------------------- | ------------------------ | -------------------- |
| Nr.                  | Rytter                   | Placering            |
| 21                   | Tom Pidcock (GBR)        | 11.                  |
| 22                   | Michał Kwiatkowski (POL) | 1.                   |
| 23                   | Laurens De Plus (BEL)    | DNF                  |
| 24                   | Luke Rowe (GBR)          | 115.                 |
| 25                   | Magnus Sheffield (USA)   | DNF                  |
| 26                   | Ben Turner (GBR)         | 83.                  |
| 27                   | Dylan van Baarle (NED)   | 22.                  |

| Bora-Hansgrohe BOH | Bora-Hansgrohe BOH      | Bora-Hansgrohe BOH |
| ------------------ | ----------------------- | ------------------ |
| Nr.                | Rytter                  | Placering          |
| 31                 | Ide Schelling (NED)     | DNF                |
| 32                 | Cesare Benedetti (POL)  | 98.                |
| 33                 | Jonas Koch (GER)        | 48.                |
| 34                 | Patrick Gamper (AUT)    | DNF                |
| 35                 | Martin Laas (EST)       | DNF                |
| 36                 | Giovanni Aleotti (ITA)  | 86.                |
| 37                 | Cian Uijtdebroeks (BEL) | 74.                |

| Lotto-Soudal LTS | Lotto-Soudal LTS         | Lotto-Soudal LTS |
| ---------------- | ------------------------ | ---------------- |
| Nr.              | Rytter                   | Placering        |
| 41               | Philippe Gilbert (BEL)   | 56.              |
| 42               | Victor Campenaerts (BEL) | DNF              |
| 43               | Matthew Holmes (GBR)     | DNF              |
| 44               | Sébastien Grignard (BEL) | DNF              |
| 45               | Andreas Kron (DEN)       | 79.              |
| 46               | Maxim Van Gils (BEL)     | 23.              |
| 47               | Tim Wellens (BEL)        | 20.              |

| Trek-Segafredo TFS | Trek-Segafredo TFS            | Trek-Segafredo TFS |
| ------------------ | ----------------------------- | ------------------ |
| Nr.                | Rytter                        | Placering          |
| 51                 | Filippo Baroncini (ITA)       | 91.                |
| 52                 | Daan Hoole (NED)              | DNF                |
| 53                 | Alexander Kamp (DEN)          | 5.                 |
| 54                 | Emīls Liepiņš (LAT)           | 92.                |
| 55                 | Edward Theuns (BEL)           | 47.                |
| 56                 | Toms Skujiņš (LAT) (landevej) | 28.                |
| 57                 | Otto Vergaerde (BEL)          | 85.                |

| EF Education-EasyPost EFE | EF Education-EasyPost EFE | EF Education-EasyPost EFE |
| ------------------------- | ------------------------- | ------------------------- |
| Nr.                       | Rytter                    | Placering                 |
| 61                        | Alberto Bettiol (ITA)     | DNF                       |
| 62                        | Michael Valgren (DEN)     | 15.                       |
| 63                        | Julius van den Berg (NED) | DNF                       |
| 64                        | Owain Doull (GBR)         | 87.                       |
| 65                        | Jens Keukeleire (BEL)     | DNF                       |
| 66                        | Sebastian Langeveld (NED) | 88.                       |
| 67                        | Marijn van den Berg (NED) | DNF                       |

| Bahrain Victorious TBV | Bahrain Victorious TBV | Bahrain Victorious TBV |
| ---------------------- | ---------------------- | ---------------------- |
| Nr.                    | Rytter                 | Placering              |
| 71                     | Jack Haig (AUS)        | 31.                    |
| 72                     | Filip Maciejuk (POL)   | DNF                    |
| 73                     | Matej Mohorič (SLO)    | 13.                    |
| 74                     | Jasha Sütterlin (GER)  | DNF                    |
| 75                     | Dylan Teuns (BEL)      | 10.                    |
| 76                     | Jan Tratnik (SLO)      | 12.                    |
| 77                     | Fred Wright (GBR)      | DNF                    |

| Cofidis COF | Cofidis COF              | Cofidis COF |
| ----------- | ------------------------ | ----------- |
| Nr.         | Rytter                   | Placering   |
| 81          | Piet Allegaert (BEL)     | 114.        |
| 82          | Sander Armée (BEL)       | 81.         |
| 83          | Bryan Coquard (FRA)      | 108.        |
| 84          | Alexandre Delettre (FRA) | 80.         |
| 85          | Benjamin Thomas (FRA)    | 49.         |
| 86          | Kenneth Vanbilsen (BEL)  | DNF         |
| 87          | Szymon Sajnok (POL)      | DNF         |

| Team DSM DSM | Team DSM DSM               | Team DSM DSM |
| ------------ | -------------------------- | ------------ |
| Nr.          | Rytter                     | Placering    |
| 91           | John Degenkolb (GER)       | DNF          |
| 92           | Nico Denz (GER)            | 111.         |
| 93           | Mark Donovan (GBR)         | DNF          |
| 94           | Søren Kragh Andersen (DEN) | 29.          |
| 95           | Marco Brenner (GER)        | 112.         |
| 96           | Casper Pedersen (DEN)      | DNF          |
| 97           | Joris Nieuwenhuis (NED)    | 50.          |

| Movistar Team MOV | Movistar Team MOV           | Movistar Team MOV |
| ----------------- | --------------------------- | ----------------- |
| Nr.               | Rytter                      | Placering         |
| 101               | Vinicius Rangel Costa (BRA) | 117.              |
| 102               | Johan Jacobs (SUI)          | 40.               |
| 103               | Max Kanter (GER)            | 46.               |
| 104               | Iñigo Elosegui (ESP)        | 61.               |
| 105               | Iván García Cortina (ESP)   | 57.               |
| 106               | Alex Aranburu (ESP)         | 19.               |
| 107               | Abner González (PUR)        | 66.               |

| Astana Qazaqstan Team AST | Astana Qazaqstan Team AST   | Astana Qazaqstan Team AST |
| ------------------------- | --------------------------- | ------------------------- |
| Nr.                       | Rytter                      | Placering                 |
| 111                       | Leonardo Basso (ITA)        | DNF                       |
| 112                       | Samuele Battistella (ITA)   | DNF                       |
| 113                       | Manuele Boaro (ITA)         | 100.                      |
| 115                       | Dmitrij Gruzdev (KAZ)       | DNF                       |
| 116                       | Aljaksandr Rabusjenka (BLR) | 54.                       |
| 117                       | Valerio Conti (ITA)         | DNF                       |

| Groupama-FDJ GFC | Groupama-FDJ GFC        | Groupama-FDJ GFC |
| ---------------- | ----------------------- | ---------------- |
| Nr.              | Rytter                  | Placering        |
| 121              | Stefan Küng (SUI)       | 8.               |
| 122              | Kevin Geniets (LUX)     | 42.              |
| 123              | Olivier Le Gac (FRA)    | 33.              |
| 124              | Fabian Lienhard (SUI)   | 72.              |
| 125              | Valentin Madouas (FRA)  | 14.              |
| 126              | Quentin Pacher (FRA)    | 18.              |
| 127              | Tobias Ludvigsson (SWE) | 103.             |

| Intermarché-Wanty-Gobert Matériaux IWG | Intermarché-Wanty-Gobert Matériaux IWG | Intermarché-Wanty-Gobert Matériaux IWG |
| -------------------------------------- | -------------------------------------- | -------------------------------------- |
| Nr.                                    | Rytter                                 | Placering                              |
| 131                                    | Jan Bakelants (BEL)                    | 36.                                    |
| 132                                    | Aimé De Gendt (BEL)                    | 70.                                    |
| 133                                    | Tom Devriendt (BEL)                    | 52.                                    |
| 134                                    | Andrea Pasqualon (ITA)                 | 27.                                    |
| 135                                    | Baptiste Planckaert (BEL)              | 105.                                   |
| 136                                    | Taco van der Hoorn (NED)               | 107.                                   |
| 137                                    | Kevin Van Melsen (BEL)                 | 95.                                    |

| AG2R Citroën Team ACT | AG2R Citroën Team ACT   | AG2R Citroën Team ACT |
| --------------------- | ----------------------- | --------------------- |
| Nr.                   | Rytter                  | Placering             |
| 141                   | Lilian Calmejane (FRA)  | 26.                   |
| 142                   | Mikaël Cherel (FRA)     | 67.                   |
| 143                   | Benoît Cosnefroy (FRA)  | 2.                    |
| 144                   | Stan Dewulf (BEL)       | 59.                   |
| 145                   | Dorian Godon (FRA)      | 34.                   |
| 146                   | Greg Van Avermaet (BEL) | 24.                   |
| 147                   | Larry Warbasse (USA)    | 62.                   |

| UAE Team Emirates UAD | UAE Team Emirates UAD   | UAE Team Emirates UAD |
| --------------------- | ----------------------- | --------------------- |
| Nr.                   | Rytter                  | Placering             |
| 151                   | Matteo Trentin (ITA)    | 17.                   |
| 152                   | Marc Hirschi (SUI)      | 9.                    |
| 153                   | Finn Fisher-Black (NZL) | DNF                   |
| 154                   | Alexys Brunel (FRA)     | DNF                   |
| 155                   | Ivo Oliveira (POR)      | DNF                   |
| 156                   | Juan Ayuso (ESP)        | DNF                   |
| 157                   | Sebastián Molano (COL)  | DNF                   |

| BikeExchange-Jayco BEX | BikeExchange-Jayco BEX | BikeExchange-Jayco BEX |
| ---------------------- | ---------------------- | ---------------------- |
| Nr.                    | Rytter                 | Placering              |
| 161                    | Michael Matthews (AUS) | 7.                     |
| 162                    | Luka Mezgec (SLO)      | DNF                    |
| 164                    | Jan Maas (NED)         | 39.                    |
| 165                    | Alexandre Balmer (SUI) | DNF                    |
| 166                    | Luke Durbridge (AUS)   | 78.                    |
| 167                    | Dion Smith (NZL)       | DNF                    |

| Israel-Premier Tech IPT | Israel-Premier Tech IPT             | Israel-Premier Tech IPT |
| ----------------------- | ----------------------------------- | ----------------------- |
| Nr.                     | Rytter                              | Placering               |
| 171                     | Jakob Fuglsang (DEN)                | 16.                     |
| 173                     | Daryl Impey (RSA)                   | 69.                     |
| 174                     | Krists Neilands (LAT)               | 68.                     |
| 175                     | Mads Würtz Schmidt (DEN) (landevej) | DNF                     |
| 176                     | Reto Hollenstein (SUI)              | DNF                     |

| Alpecin-Fenix AFC | Alpecin-Fenix AFC          | Alpecin-Fenix AFC |
| ----------------- | -------------------------- | ----------------- |
| Nr.               | Rytter                     | Placering         |
| 181               | Mathieu van der Poel (NED) | 4.                |
| 182               | Tobias Bayer (AUT)         | DNF               |
| 183               | Michael Gogl (AUT)         | DNF               |
| 184               | Stefano Oldani (ITA)       | 73.               |
| 185               | Gianni Vermeersch (BEL)    | 76.               |
| 186               | Kristian Sbaragli (ITA)    | 35.               |
| 187               | Dries De Bondt (BEL)       | DNF               |

| Arkéa-Samsic ARK | Arkéa-Samsic ARK      | Arkéa-Samsic ARK |
| ---------------- | --------------------- | ---------------- |
| Nr.              | Rytter                | Placering        |
| 191              | Warren Barguil (FRA)  | 21.              |
| 192              | Winner Anacona (COL)  | 71.              |
| 193              | Amaury Capiot (BEL)   | 116.             |
| 194              | Simon Guglielmi (FRA) | 89.              |
| 195              | Łukasz Owsian (POL)   | 75.              |
| 196              | Clément Russo (FRA)   | 102.             |
| 197              | Connor Swift (GBR)    | 84.              |

| TotalEnergies TEN | TotalEnergies TEN      | TotalEnergies TEN |
| ----------------- | ---------------------- | ----------------- |
| Nr.               | Rytter                 | Placering         |
| 201               | Niki Terpstra (NED)    | 90.               |
| 202               | Dries Van Gestel (BEL) | 58.               |
| 204               | Julien Simon (FRA)     | 82.               |
| 205               | Geoffrey Soupe (FRA)   | 97.               |
| 206               | Sandy Dujardin (FRA)   | 51.               |
| 207               | Anthony Turgis (FRA)   | DNF               |

| Sport Vlaanderen-Baloise SVB | Sport Vlaanderen-Baloise SVB | Sport Vlaanderen-Baloise SVB |
| ---------------------------- | ---------------------------- | ---------------------------- |
| Nr.                          | Rytter                       | Placering                    |
| 211                          | Ruben Apers (BEL)            | 113.                         |
| 212                          | Jenno Berckmoes (BEL)        | 60.                          |
| 213                          | Vito Braet (BEL)             | 106.                         |
| 214                          | Julian Mertens (BEL)         | DNF                          |
| 215                          | Aaron Van Poucke (BEL)       | 37.                          |
| 216                          | Kenneth Van Rooy (BEL)       | 45.                          |
| 217                          | Jens Reynders (BEL)          | 109.                         |

| Bingoal Pauwels Sauces WB BWB | Bingoal Pauwels Sauces WB BWB | Bingoal Pauwels Sauces WB BWB |
| ----------------------------- | ----------------------------- | ----------------------------- |
| Nr.                           | Rytter                        | Placering                     |
| 221                           | Arjen Livyns (BEL)            | 77.                           |
| 222                           | Johan Meens (BEL)             | 99.                           |
| 223                           | Kenny Molly (BEL)             | 55.                           |
| 224                           | Mathijs Paasschens (NED)      | 96.                           |
| 225                           | Dimitri Peyskens (BEL)        | DNF                           |
| 226                           | Rémy Mertz (BEL)              | 64.                           |
| 227                           | Milan Menten (BEL)            | DNF                           |

| B&B Hotels-KTM BBK | B&B Hotels-KTM BBK     | B&B Hotels-KTM BBK |
| ------------------ | ---------------------- | ------------------ |
| Nr.                | Rytter                 | Placering          |
| 231                | Franck Bonnamour (FRA) | 41.                |
| 232                | Victor Koretzky (FRA)  | DNF                |
| 233                | Alan Boileau (FRA)     | DNF                |
| 234                | Thibault Ferasse (FRA) | 65.                |
| 235                | Quentin Jauregui (FRA) | 104.               |
| 236                | Cyril Gautier (FRA)    | DNF                |
| 237                | Jonathan Hivert (FRA)  | DNF                |

| Bardiani CSF Faizanè BCF | Bardiani CSF Faizanè BCF | Bardiani CSF Faizanè BCF |
| ------------------------ | ------------------------ | ------------------------ |
| Nr.                      | Rytter                   | Placering                |
| 241                      | Enrico Battaglin (ITA)   | DNF                      |
| 242                      | Jonathan Cañaveral (COL) | DNF                      |
| 243                      | Filippo Fiorelli (ITA)   | 93.                      |
| 244                      | Davide Gabburo (ITA)     | DNF                      |
| 245                      | Luca Rastelli (ITA)      | DNF                      |
| 246                      | Alessandro Tonelli (ITA) | DNF                      |
| 247                      | Filippo Zana (ITA)       | DNF                      |